# Adolphe Guillaumat

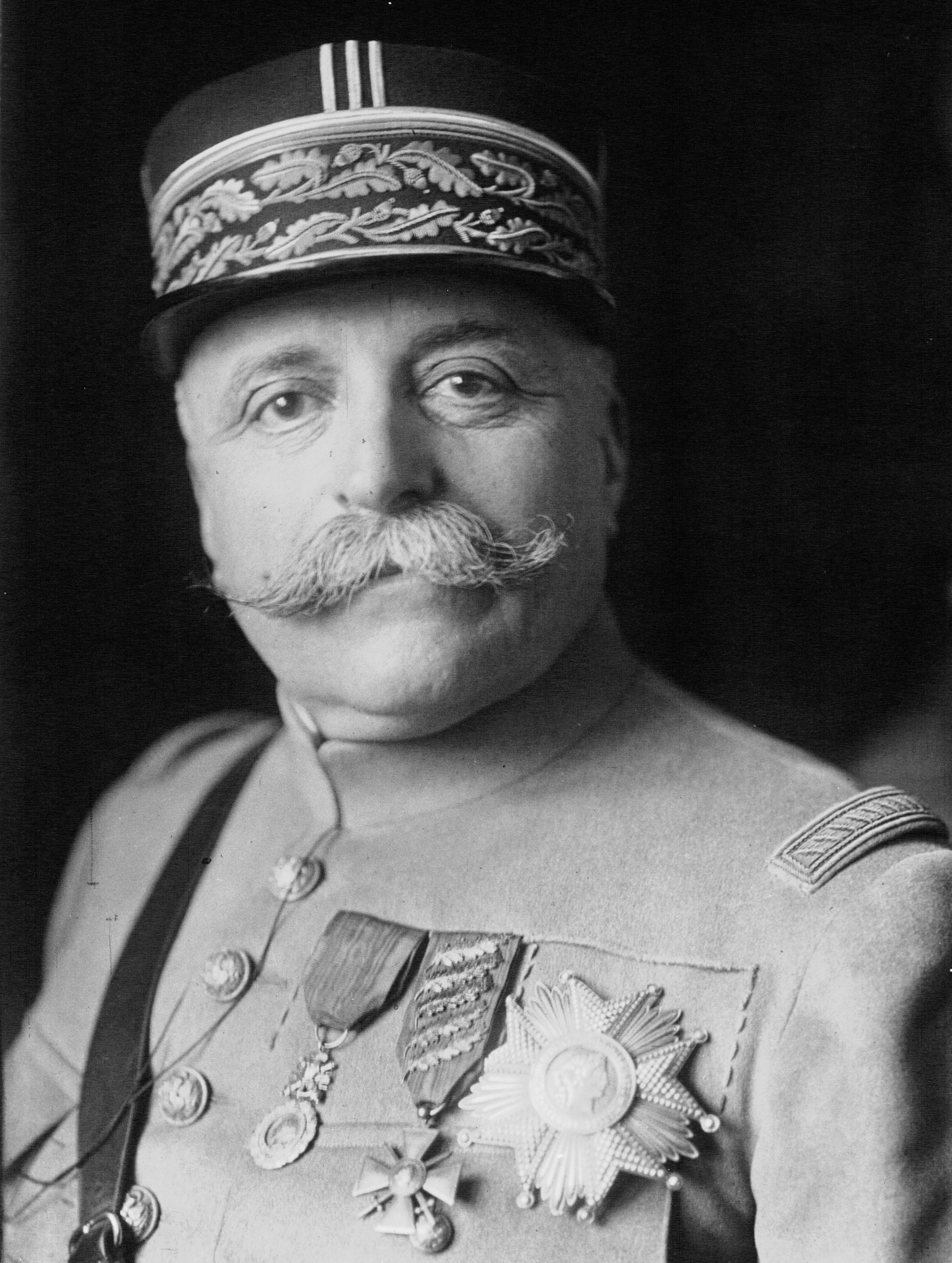
Adolphe Guillaumat

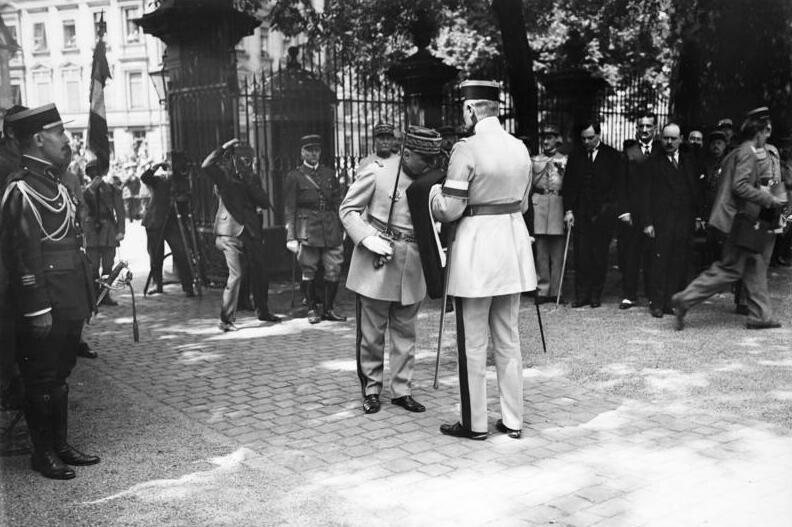
General Adolphe Guillaumat beim Einholen der Trikolore vor dem Deutschhaus Mainz 11:30 30. Juni 1930

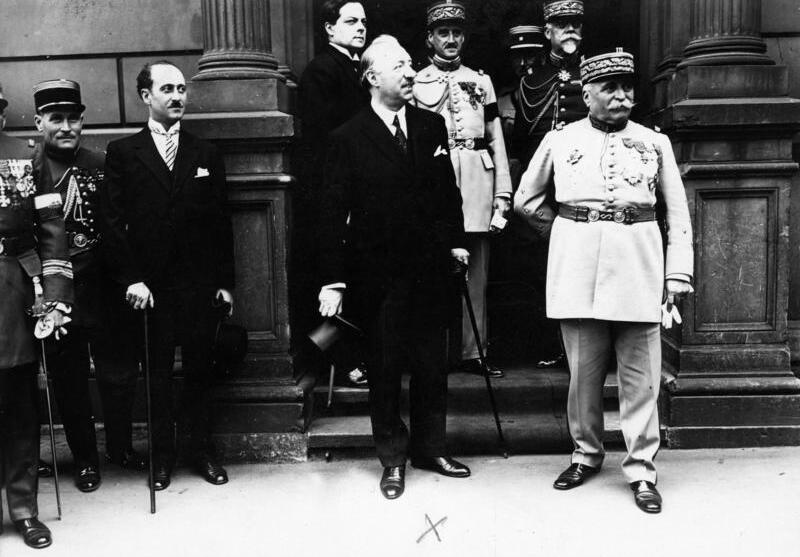
Hochkommissar Paul Tirard (Mitte) und Adolphe Guillaumat (Rechts)

Marie Louis Adolphe Guillaumat (* 4. Januar 1863 in Bourgneuf, Charente-Maritime; † 18. Mai 1940 in Nantes) war ein Général d’armée während des Ersten Weltkriegs, danach Oberkommandierender der alliierten Besatzungstruppen in Deutschland.

## Familie
Adolphe Guillaumat heiratete am 17. Juli 1906 Louise Bibent aus Toulouse. Er hatte zwei Söhne, Louis, der Ophthalmologe wurde, und Pierre, der zum ersten Verteidigungsminister der Fünften Republik Frankreichs avancierte und der Gründer des Unternehmens Elf Aquitaine war. Adolphe Guillaumat war praktizierender Katholik und Bewunderer von Frédéric Bastiat.

## Militärische Karriere
Adolphe Guillaumat erhielt seine Ausbildung an der Militärschule Saint-Cyr, die er 1884 als Sous lieutenant verließ, um zum 65e régiment d’infanterie in Nantes versetzt zu werden. Weitere Karrierestationen waren in Übersee (Algerien, Tunesien, Tonkin, China), im Oktober 1913 wurde er zum Général de brigade befördert.
Bei Beginn des Ersten Weltkrieges war er Leiter des Militärischen Kabinetts von Kriegsminister Adolphe Messimy. Als Messimy abgelöst wurde, wurde Guillaumat am 30. August 1914 zum Kommandanten der 33. Infanterie-Division und am 9. Dezember 1914 der 4. Infanterie-Division ernannt. Das I. Armeekorps führte er vom 25. Februar 1915, und ab 15. Dezember 1916 ersetzte er Robert Nivelle als Kommandeur der 2. Armee.
Im Dezember 1917 wurde er als Kommandant der französischen Streitkräfte an die mazedonische Front gesandt und löste dort General Maurice Sarrail in dieser Funktion ab. Zunächst musste er die durch seinen Vorgänger beschädigten Beziehungen zu den anderen Alliierten reparieren. Guillaumat wurde am 17. Juni 1918 nach Paris zurückbeordert.
Dort löste er Auguste Dubail als Militärgouverneur von Paris ab, das durch den deutschen Durchbruch an die Marne bedroht war. Am 7. Oktober übernahm er als Befehlshaber die 5. Armee in den Ardennen, welche er bis zum Waffenstillstand führte.
Nach dem Krieg wurde er zum Generalinspekteur des Heeres ernannt und 1920 in den Conseil supérieur de la Guerre berufen. Ab Oktober 1924 fungierte er als Oberkommandierender der französischen Besatzungstruppen in Deutschland. Als 1925 die Kommission zur Landesverteidigung (Commission de Défense du Territoire) aufgehoben wurde, entstand unter seinem Vorsitz als neue Organisation die Kommission der Grenzverteidigung (Commission de Défense des Frontières, kurz CDF), die die genaue Lage und Ausbaustufe der Maginot-Linie festlegen sollte. 
Am 6. November 1926 legte die CDF einen 105-seitigen Bericht vor. Dieser hob die Bedeutung der Regionen entlang des Rheins hervor, die durch mehrere Verteidigungslinien geschützt werden sollten. 
Ein Ministerialerlass vom 30. September 1927 setzte die Commission d'Organisation des Régions Fortifiées (C.O.R.F.) ein, die zunächst unter dem Vorsitz von Guillaumat arbeitete.
Guillaumat war auch Kriegsminister im Kabinett Briand X (23. Juni bis 19. Juli 1926) unter Premierminister Aristide Briand (der einst am Lyzeum von Nantes eine Klasse über ihm war).
Er wurde im Caveau des Gouverneurs der Cathédrale Saint-Louis-des-Invalides in Paris beigesetzt.

## Auszeichnungen
- Großkreuz der Ehrenlegion (1918)[5]
- Médaille militaire (1918)
- Croix de guerre (1914–1918)
- Médaille coloniale (Tonkin)
- Army Distinguished Service Medal (USA)
- Königlicher Orden von Kambodscha